# Johannes Olin
Johannes Olin, född 1645 i Västra Eneby församling, död i december 1700 i Normlösa församling, Östergötlands län, var en svensk präst.

## Biografi
Johannes Olin föddes 1645 i Västra Eneby församling. Han var son till kyrkoherden Johannes Olinus i Veta församling och Anna Hansdotter. Olin blev 1669 student vid Uppsala universitet och prästvigdes 23 september 1675. Olin blev 1675 skvadronspredikant vid Östgöta kavalleriregemente. Han blev senare huspredikant hos riksrådet Kurck. Den 29 januari 1679 blev han kyrkoherde i Normlösa församling. Han avled år 1700.

### Familj
Olin gifte sig första gången 6 januari 1679 med Elisabeth Corylander (1659–1694), dotter till kyrkoherden David Corylander i Normlösa församling och Anna Grubb. De fick tillsammans barnen Anna Maria Olin (1680–1694), kornetten David Olin (född 1681), mönsterskrivaren Jöns Olin (1684–1758), Anna Olin (född 1686) som var gift med kyrkoherden Jonas Laurenius i Herrestads församling och kyrkoherden Erik Strand i Malexanders församling, Maria Olin (född 1688), Petrus Olin (1691–1695) och Hans Olin (född 1693).
Olin gifte sig andra gången 12 december 1694 med Rebecka Steuchman (död 1742), dotter till kyrkoherden Ragvaldus Steuchman i Ekeby församling och Anna Hillman. De fick tillsammans barnen bonden Raguel Olin (1696–1762) på Himmelsby, Östra Tollstads socken, Elisabet Olin (född 1697) som var gift med inspektorn Nils Juhlman på Grensholmen, Anna Catharina Olin (1699–1703) och Magnus Olin (1700–1701).